# 諏訪赤十字看護専門学校
諏訪赤十字看護専門学校 （すわせきじゅうじかんごせんもんがっこう）は、長野県諏訪市にある私立の専修学校である。運営母体は日本赤十字社。

## 沿革
- 1976年（昭和51年）4月 - 学校教育法に基づく医療専門課程を設置する専修学校となる。
- 1995年（平成7年）専門士の称号が付与できる専修学校の専門課程として認可。

## 課程・学科
- 医療専門課程 看護学科 3年課程

赤十字社奨学金
- 日本赤十字社看護師同方会奨学資金
- 諏訪赤十字看護専門学校同窓会
- 諏訪赤十字病院

## 取得できる資格・免許状

### 看護学科
- 看護師 国家試験受験資格
- 保健師・助産師学校受験資格
- 専門士（医療専門課程）の称号[1]
- 四年制大学編入学受験資格

## 交通アクセス
- JR上諏訪駅より、徒歩約15分程度。